# Siri Grundnes
Siri Grundnes (1967) è un'ex biatleta norvegese.

## Biografia
In Coppa del Mondo ottenne l'unico podio, nonché primo risultato di rilievo, il 17 dicembre 1987 a Hochfilzen (3ª).
In carriera prese parte a due edizioni dei Campionati mondiali (15ª nella sprint a Falun/Oslo 1986 il miglior risultato).

## Palmarès

### Coppa del Mondo
- 1 podio (individuale[2]):
  - 1 terzo posto